# Balthasar Ableithner
Balthasar Ableithner (Miesbach, 1613 – Monaco di Baviera, 13 aprile 1705) è stato uno scultore tedesco.

## Biografia
Lavorò al servizio dell'elettore Ferdinando Maria di Baviera; a Monaco fu autore di alcune statue per il coro della Chiesa di San Gaetano, oltre che di lavori per altre chiese della città. Realizzò inoltre un monumento equestre dell'elettore Massimiliano II Emanuele di Baviera. Era padre degli scultori Franz Ableithner e Johann Blasius Ableithner (1650-1717), il quale gestì la bottega alla morte del padre.